# Ступников, Юрий Иванович
Юрий Иванович Ступников (род. 12 марта 1942, Каменномостский, Краснодарский край) — советский и украинский государственный и политический деятель.

## Биография
Родился 12 марта 1942 года в поселке Каменномостский Краснодарского края. Окончил Севастопольский приборостроительный институт, инженер-кораблестроитель.
- С 1960 по 1961 гг. — работал слесарем Морского завода имени Серго Орджоникидзе.
- С 1961 по 1964 гг. — проходил срочную службу в Советской Армии.
- С 1964 — работал на должностях бригадира, мастера, старшего мастера, начальника участка Морского завода.
- С 1973 — Инструктор промышленно-транспортного отдела Севастопольского МК Компартии Украины; заведующий промышленно-транспортным отделом Гагаринского РК Компартии Украины, Севастопольского КП Украины.
- С 1986 — 1-й секретарь Нахимовского райкома КП Украины г. Севастополя.
- С 1988 — 2-й секретарь Севастопольского горкома КП Украины.

Главный бухгалтер научно-производственного объединения «Муссон». Депутат Севастопольского городского Совета. Выдвинут кандидатом в народные депутаты трудовым коллективом Севастопольской фабрики трикотажных спортивных изделий ВО «Укрпромдінамо».
18.03.1990 избран Народным депутатом Украины 1 (12) созыва. Член Комиссии Верховной Рады Украины по вопросам планирования, бюджета, финансов и цен.
С 04.1990 по 02.1991 — Председатель Севастопольского городского Совета.

## Награды
- Орден «Знак Почета».